# Ciclismo nos Jogos Pan-Americanos de 2023 - Velocidade por equipes feminino
A prova de velocidade por equipes feminino do ciclismo nos Jogos Pan-Americanos de 2023 foi disputada em 24 de outubro de 2023 no Velódromo, em Peñalolén. Um total de 22 ciclistas de sete Comitês Olímpicos Nacionais (CON) participaram do evento.

## Calendário
Horário local (UTC−3).
| Data          | Hora  | Fase           |
| ------------- | ----- | -------------- |
| 24 de outubro | 11:30 | Qualificatória |
| 24 de outubro | 19:07 | Finais         |

## Medalhistas
|  | MEX México                                   |  | USA Estados Unidos                          |  | CAN Canadá                            |
|  | Jessica Salazar Yuli Verdugo Daniela Gaxiola |  | Keely Ainslie Kayla Hankins Mandy Marquardt |  | Emy Savard Sarah Orban Jacklynn Boyle |

## Resultados

### Qualificatória
As duas equipes mais rápidas avançam para a disputa da medalha de ouro e as duas seguintes para a disputa da medalha de bronze.
| Pos. | CON                | Ciclistas                                        | Tempo    | Notas |
| ---- | ------------------ | ------------------------------------------------ | -------- | ----- |
| 1    | MEX México         | Jessica Salazar Yuli Verdugo Daniela Gaxiola     | 47.960   | Q,    |
| 2    | USA Estados Unidos | Keely Ainslie Kayla Hankins Mandy Marquardt      | 48.650   | Q     |
| 3    | CAN Canadá         | Emy Savard Sarah Orban Jacklynn Boyle            | 49.110   | QB    |
| 4    | COL Colômbia       | Yarli Mosquera Valeria Cardozo Martha Bayona     | 49.670   | QB    |
| 5    | ARG Argentina      | Milagros Sanabria Valentina Luna Natalia Vera    | 50.889   |       |
| 6    | CHI Chile          | Paola Muñoz Paula Molina Daniela Colilef         | 51.000   |       |
| 7    | BRA Brasil         | Ana Paula Polegatch Wellyda Rodrigues Alice Melo | 1:01.570 |       |

### Finais
As vencedoras de cada disputa conquistam as respectivas medalhas.
| Pos.                | CON                | Ciclistas                                    | Tempo  | Notas                            |
| ------------------- | ------------------ | -------------------------------------------- | ------ | -------------------------------- |
| Disputa pelo ouro   |                    |                                              |        |                                  |
| Medalha de ouro     | MEX México         | Jessica Salazar Yuli Verdugo Daniela Gaxiola | 47.134 | Recorde dos Jogos Pan-Americanos |
| Medalha de prata    | USA Estados Unidos | Keely Ainslie Kayla Hankins Mandy Marquardt  | 48.001 |                                  |
| Disputa pelo bronze |                    |                                              |        |                                  |
| Medalha de bronze   | CAN Canadá         | Emy Savard Sarah Orban Jacklynn Boyle        | 48.498 |                                  |
| 4                   | COL Colômbia       | Yarli Mosquera Juliana Gaviria Martha Bayona | 48.836 |                                  |